# Overwatch (franquia)
Overwatch (abreviado como OW) é uma franquia multimídia centrada em uma série de jogos eletrônicos de tiro em primeira pessoa (FPS) multijogador desenvolvidos pela Blizzard Entertainment. Overwatch foi lançado em 2016 com um sucessor, Overwatch 2, lançado em 2022. Ambos os jogos apresentam combate baseado em heróis entre duas equipes de jogadores competindo por vários objetivos, juntamente com outros modos de jogo tradicionais.
Lançado em 2016, o primeiro videogame da série não tinha um modo de história tradicional. Em vez disso, a Blizzard empregou uma estratégia de narrativa transmídia para disseminar a tradição sobre os personagens do jogo, lançando quadrinhos e outras mídias literárias, bem como mídia animada que inclui curtas-metragens. O jogo teve sucesso crítico e comercial e conquistou seguidores dedicados.
A Blizzard ajudou a lançar e promover uma cena de esports em torno do jogo, incluindo uma Copa Mundial anual de Overwatch, bem como a Overwatch League e uma liga menor, que emprestou elementos encontrados em ligas esportivas americanas tradicionais.
Overwatch também é conhecido por sua comunidade, que produziu uma grande quantidade de conteúdo, incluindo arte, cosplay, fan fiction, videoclipes influenciados por anime, memes da Internet e pornografia.

## Jogabilidade
Ambos os jogos da série Overwatch são atiradores de heróis baseados em equipes. Os jogadores selecionam um personagem herói de uma grande lista (mais de 40 até o início de 2025), dividido em três tipos de classe. São eles: Tanques, que têm alta saúde e geralmente servem para ajudar a proteger seus companheiros de equipe de danos; Damage, que atuam como líderes ofensivos da equipe; e Suporte, que curam, fornecem buffs para teammaters ou debuffam a equipe adversária. Os jogadores geralmente são livres para mudar para diferentes heróis enquanto estão em sua base durante o curso de uma partida para responder às táticas atuais da partida, embora alguns modos de jogo exijam que o jogador permaneça dentro de uma classe, ou limite o número de cada classe que pode fazer parte de uma equipe, durante a partida. Cada herói tem um kit de habilidades que inclui um ataque primário, habilidades ativas que requerem um período de espera antes de poderem ser usadas novamente, habilidades passivas que permanecem ativas o tempo todo e uma habilidade Ultimate que só pode ser usada quando eles preenchem seu medidor Ultimate ao longo do tempo, causando dano aos oponentes, mitigando danos ou curando companheiros de equipe. O tamanho padrão da equipe era seis para Overwatch e reduzido para cinco em Overwatch 2.
Uma atualização em 2025 viu cada herói receber um total de quatro habilidades únicas conhecidas como vantagens. Cada herói tem duas vantagens menores e duas maiores; As vantagens menores consistem em pequenas mudanças no kit de um herói, enquanto as vantagens maiores devem afetar a partida de forma mais significativa. No início de cada partida, todos os heróis são definidos para o nível 1 para cada jogador. À medida que a partida avança, os jogadores podem aumentar o nível individualmente de seus respectivos heróis, vantagens menores são desbloqueadas no nível 2 e vantagens maiores são desbloqueadas no nível máximo 3. Quando as vantagens ficam disponíveis, os jogadores só podem selecionar uma de cada tipo de vantagem; Uma vantagem selecionada fica irreversivelmente ligada ao herói atual pelo restante da partida. Se um jogador mudar para outro herói no meio da partida, o herói selecionado anteriormente manterá seu nível e progresso de vantagem.
Os tipos de jogo de Overwatch são divididos entre partidas padrão, jogo competitivo e modos arcade. As partidas padrão têm matchmaking vagamente baseado no nível de habilidade do jogador, conforme medido pelo jogo. O modo competitivo usa um matchmaking mais rigoroso com base na classificação atual de um jogador na escada competitiva, com sua classificação aumentando ou diminuindo quando ele ganha ou perde um jogo, respectivamente. Os modos arcade não usam matchmaking e geralmente são modos mais experimentais em comparação com os modos padrão e competitivo.
Os modos de jogo padrão e competitivo são selecionados aleatoriamente no início de cada partida e são baseados em objetivos, exigindo que as equipes controlem um ponto de objetivo fixo por um período de tempo ou escoltem uma carga até uma zona-alvo antes que o tempo da partida expire. Esses modos incluem:
- Assalto (introduzido em Overwatch): Também conhecido como 2 Pontos de Captura ou 2CP, o Assalto tem a equipe atacante encarregada de capturar dois pontos-alvo em sequência no mapa, enquanto a equipe defensora deve detê-los.[3][4] Os mapas no estilo Assault foram removidos da rotação principal do jogo após o lançamento de Overwatch 2, mas estão disponíveis no modo arcade do jogo.[5] Desde a 2.ª temporada, os mapas no estilo Assault estão disponíveis nas rotinas diárias do Modo Arcade.
- Escolta (introduzida em Overwatch): A equipe atacante tem a tarefa de escoltar uma carga até um determinado ponto de entrega antes que o tempo acabe, enquanto a equipe defensora deve detê-la. O veículo de carga se move ao longo de uma pista fixa quando qualquer jogador da equipe atacante está perto dele, mas irá parar se um jogador defensor estiver por perto; Se nenhum atacante estiver perto do veículo, ele começará a se mover para trás ao longo da pista. Passar por pontos de verificação específicos estenderá o tempo de correspondência e impedirá que a carga se mova para trás a partir desse ponto.[3][4]
- Híbrido (Assalto/Escolta) (introduzido em Overwatch): A equipe atacante tem que capturar a carga (como se fosse um ponto-alvo do Assalto) e escoltá-la até seu destino, enquanto a equipe defensora tenta segurá-la.
- Controle (introduzido em Overwatch): Cada equipe tenta capturar e manter um ponto de controle comum até que sua porcentagem de captura atinja 100%. Este modo de jogo é jogado no formato melhor de três. Os mapas de controle são dispostos de forma simétrica para que nenhuma equipe tenha uma vantagem de posição intrínseca.
- Push (introduzido no lançamento de Overwatch 2): Cada equipe tenta garantir o controle de um grande robô que empurra uma das duas cargas para o lado do mapa da equipe adversária enquanto está sob o controle da equipe. A equipe que empurrar a carga totalmente para o outro lado, ou para o mais distante no território inimigo, vence a partida.[6]
- Ponto de Ignição (introduzido em Overwatch 2 em 2023): Semelhante ao Controle, cada equipe tenta capturar e manter um ponto de controle comum até que sua porcentagem de captura atinja 100%. Este modo de jogo ocorre em mapas significativamente maiores com cinco pontos de controle separados, que levam menos tempo para serem capturados em comparação com um mapa de controle padrão. Um ponto de controle central é sempre ativado primeiro; Depois de ser garantido por uma equipe, os quatro restantes são ativados em ordem aleatória. A primeira equipe a garantir três pontos de controle vence.[7]
- Clash (introduzido em Overwatch 2 em 2024): Os mapas do Clash apresentam mapas simétricos com cinco pontos de controle. As equipes inicialmente disputam o controle do ponto central, com a equipe vencedora progredindo para o próximo ponto de controle em direção à base adversária. Os oponentes podem recuar ganhando pontos de controle e afastando o próximo ponto de sua base. Se uma equipe capturar o ponto mais próximo da base adversária, ela vence. Caso contrário, a partida se desenrola até que uma equipe ganhe o controle cinco vezes.[8]

Os modos arcade podem incluir variações dos modos acima com regras experimentais e também podem incluir modos como Mata-Mata e Capture a Bandeira. Outros modos arcade comuns incluem:
- Eliminação (introduzida em Overwatch em 2016): Duas equipes se enfrentam em uma série de rodadas, tentando acabar com a outra equipe; Uma vez que um jogador é morto, ele permanece fora do jogo até a próxima rodada, embora possa ser ressuscitado. Se nenhuma equipe vencer uma rodada por um determinado tempo, a rodada será decidida pela equipe que primeiro conseguir um ponto de controle neutro. Os jogadores não podem mudar de herói até a próxima rodada. Alguns deles podem ser jogados no modo "bloqueio", no qual os heróis selecionados pela equipe vencedora para uma rodada são "bloqueados" e não podem ser selecionados em rodadas futuras.[9][10]
- Caos Total (introduzido em Overwatch) Um modo de jogo semelhante às partidas básicas de equipe contra equipe, mas onde todos os heróis têm o dobro de saúde e todos os tempos de recarga são significativamente reduzidos, permitindo que os jogadores usem habilidades e ultimates com mais frequência, normalmente criando partidas caóticas.
- Mystery Hereos (introduzido em Overwatch) Também com base em partidas de equipe contra equipe, os jogadores recebem aleatoriamente um herói quando a partida começa e depois que seu personagem morre na partida.
- Estádio (a ser introduzido em Overwatch 2 em 2025): Os mapas do estádio são jogados no formato melhor de sete. Durante cada rodada, os jogadores ganham moeda do jogo que pode ser usada entre as rodadas para comprar melhorias para o herói escolhido. O Stadium também permitirá que os jogadores joguem em uma câmera em terceira pessoa para ajudar em certas combinações de melhorias.[11]

Os jogadores também podem usar ferramentas incorporadas ao jogo para criar tipos de jogos personalizados, compartilháveis com outros jogadores usando um código alfanumérico.

## Premissa

### Crise Ômnica
Overwatch se passa sessenta anos no futuro  uma Terra fictícia, bem como trinta anos após a "Crise Ômnica" ser resolvida e seis anos após a assinatura da Lei Petras.
Omnics são robôs de inteligência artificial (IA) que foram criados para ajudar os humanos na fabricação e nos esforços globais de igualdade econômica. Durante este período, a humanidade prosperou à medida que os ômnicos ajudaram a estabilizar a sociedade.
A Crise Ômnica envolveu "omniums" (grandes instalações que produziam ômnicos) começando a produzir ômnicos hostis, muitos dos quais eram unidades bastiões. Esses ômnicos hostis começaram a atacar humanos, começando seu ataque na Rússia.  As nações individuais inicialmente responderam à crise com seus próprios programas. Os Estados Unidos lançaram o Programa secreto de Aprimoramento de Soldados, transformando soldados em mercenários. Jack Morrison e Gabriel Reyes estavam entre as cobaias mais notáveis do programa. Enquanto isso, a Alemanha respondeu à crise por meio dos cruzados, uma força de elite de soldados fortemente vestidos com armaduras inspiradas em cavaleiros e empunhando armas como martelos. Os cruzados foram liderados por Balderich von Adler, até que ele entregou as rédeas a um jovem Reinhardt Willhelm após uma batalha em Eichenwalde.
Removidos da crise, os cientistas da Colônia Lunar Horizon criam animais geneticamente modificados para testar a habitação de longo prazo no espaço. Entre esses animais está um macaco chamado Winston. Outros macacos da colônia iniciam uma revolta, matando todos os cientistas no processo. No entanto, Winston cria um foguete e escapa para a Terra.
Enquanto a Rússia optou por lidar com as ondas de ômnicos por conta própria, as nações não conseguiram reprimir a crise individualmente. Como resultado, a Nações Unidas (NU) montou a Overwatch, uma equipe de ataque liderada por Reyes e Morrison. Reyes serviu como Comandante de Ataque da Overwatch, liderando a força-tarefa que incluía Morrison, Wilhelm, a atiradora egípcia Ana Amari, o engenheiro de armas sueco Torbjörn Lindholm e a cientista de IA de Cingapura Dra. Mina Liao. Em poucos anos, a Crise Ômnica foi declarada encerrada e a Overwatch passou a ser uma organização de manutenção da paz.

### Geração Overwatch e Blackwatch
Após o fim da crise, uma era de ouro de heroísmo e paz global foi apelidada de "Geração Overwatch". Apesar disso, conflitos humanos-ômnicos separados surgiram na Coréia e na Austrália. Enquanto isso, a Vishkar Corporation, com sede na Índia, desenvolveu uma tecnologia que permitia que seus usuários, ou "arquitécnicos", criassem objetos físicos com luz. Vishkar levou essa tecnologia para o Rio de Janeiro e, embora inicialmente bem-intencionada, a corporação começou a abusar da população carioca. Um grupo de ômnicos chamado Shambali também surgiu. Liderados por Tekhartha Mondatta, eles acreditam que os ômnicos possuem uma alma e visam revitalizar as relações humano-ômnicas.
Uma rixa crescente entre Morrison e Reyes surgiu depois que o primeiro foi promovido a Comandante de Ataque. Depois que Reyes perdeu o comando da Overwatch, ele assumiu o controle da Blackwatch, uma unidade de operações secretas. O caçador de recompensas americano Cole Cassidy, geneticista irlandesa Moira O'Deorain e o ninja ciborgue japonês Genji Shimada se juntaram como membros da Blackwatch. Este último fazia parte da família criminosa homônima do Clã Shimada ao lado de seu irmão, Hanzo. Depois de uma briga, a família ordenou que Hanzo matasse Genji. À beira da morte, Genji foi reabilitado em um ciborgue pela diretora médica da Overwatch, Angela Ziegler.

### Queda de Overwatch
Enquanto isso, uma organização terrorista, Null Sector, surge em Londres. Sem direitos na Inglaterra, os ômnicos são forçados a viver no submundo, uma cidade sob as ruas de Londres. Composto por esses ômnicos que enfrentam perseguição após a conclusão da Crise Ômnica, o Setor Nulo lança um ataque surpresa em King's Row. Dispensando ordens do primeiro-ministro britânico, Morrison envia os agentes da Overwatch Wilhelm, Lindholm, Ziegler e a recém-recrutada Lena Oxton em uma missão bem-sucedida para parar as forças do Setor Nulo.
Blackwatch é alistado para lutar contra Talon, uma ameaça terrorista que busca desencadear outra crise. Enquanto estava na Itália em uma operação secreta para sequestrar o líder da Talon, Reyes finalmente o mata, expondo a Blackwatch ao público. A desconfiança pública na organização começa a aumentar e UN inicia uma investigação sobre a Blackwatch após seu fiasco na Itália.  Já em um relacionamento tenso, Morrison e Reyes se encontram em mais desacordo um com o outro como resultado. Uma discussão entre os dois na sede da Overwatch na Suíça termina em uma explosão, após a qual ambos são dados como mortos.
Após esses eventos, a UN assinou a Lei Petras, proibindo qualquer atividade adicional da Overwatch. Como qualquer outra ação seria considerada ilegal, a Overwatch se desfez.
Tanto Morrison quanto Reyes acabam sobrevivendo, no entanto. Morrison começa uma cruzada de vigilantes sob o nome de Soldado: 76 contra os antigos inimigos da Overwatch. Reyes é capaz de se tornar temporariamente incorpóreo como resultado de um procedimento de salvamento conduzido por O'Deorain. Agora operando sob o nome de Reaper, Reyes se junta à Talon.

### Lembrar
Seis anos após a assinatura da Lei Petras, uma segunda Crise Ômnica surge na Rússia. Permanecendo no Watchpoint, uma antiga instalação da Overwatch com sede em Gibraltar, Winston acompanha a situação em desenvolvimento. Reaper então invade o Ponto de Vigia e ataca Winston. Embora Winston seja capaz de frustrar Reaper, o ataque deste último é o catalisador para a emissão de um recall de ex-agentes da Overwatch. Oxton, conhecido pelo indicativo de chamada Tracer, é o primeiro a responder; ela é mais tarde seguida por Genji, Wilhelm, Lindholm, Cassidy e Ziegler, conhecidos pelo indicativo de chamada Mercy.
Após o recall, Reaper e a atiradora da Talon, Amélie Lacroix (conhecida como Widowmaker), tentam roubar uma manopla para seu líder Akande Ogundimu. Eles são parados por Winston e Tracer. Widowmaker mais tarde assassina Mondatta enquanto ele faz um discurso em Londres.

## Desenvolvimento

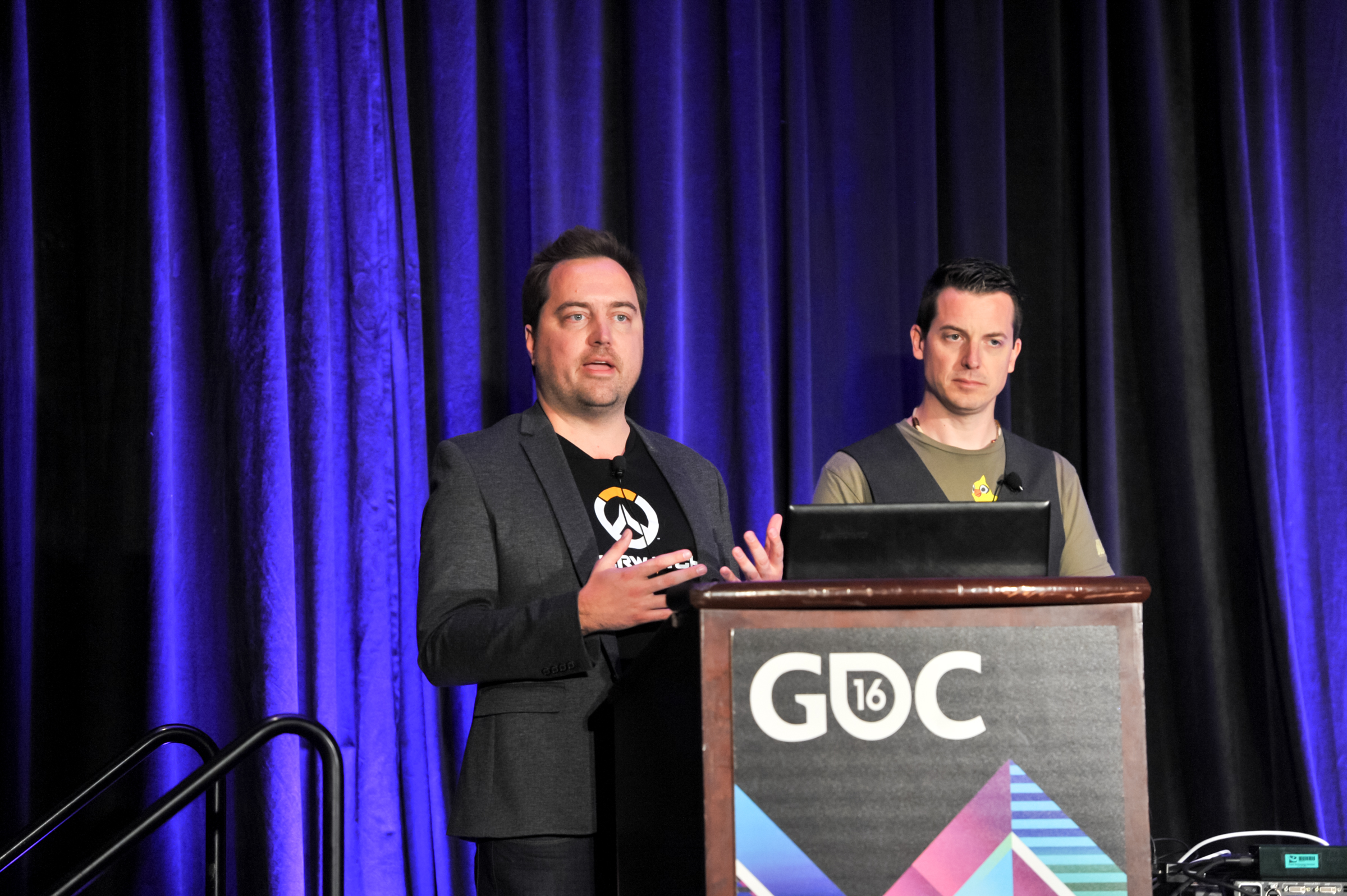
Funcionários da Blizzard discurtindo Overwatch na GDC 2016

Antes do anúncio do jogo original, a Blizzard estava interessada em fazer um jogo de tiro multijogador baseado em equipe por um tempo. Overwatch tem suas origens de desenvolvimento enraizadas em Titan, um projeto da Blizzard que foi cancelado em 2013. Elementos de Titã foram reformulados em Overwatch, que foi anunciado na BlizzCon em novembro de 2014. Overwatch se tornou a primeira nova série da Blizzard desde que lançaram Diablo em 1996, bem como sua primeira tentativa de fazer um jogo FPS. Após o anúncio do jogo, a Polygon escreveu que "parece apresentar o estilo robusto e ligeiramente caricatural da Blizzard". Uma versão beta do jogo foi lançada em 2015.
Jeff Kaplan, Michael Chu e Scott Mercer atuaram como diretor principal, roteirista principal e designer principal do jogo, respectivamente. A Blizzard contratou a escritora Alyssa Wong para a equipe de roteiristas de Overwatch em 2018. Kaplan deixou a Blizzard em abril de 2021, após o que Aaron Keller assumiu as funções de Kaplan como diretor principal.
Após o lançamento de Overwatch, os desenvolvedores da Blizzard continuaram a adicionar ao jogo por meio de atualizações gratuitas, introduzindo novos personagens, mapas, modos de jogo e itens cosméticos, muitas vezes como parte de eventos sazonais. As diferentes jogabilidades de heróis individuais também foram ajustadas e corrigidas em resposta ao feedback dos jogadores e estatísticas sobre o meta encontrado no jogo. Como Kaplan seguiu uma filosofia que enfatizava a percepção dos jogadores sobre o equilíbrio do jogo, ele afirmou que as mudanças de meta para Overwatch estavam em dívida com seus jogadores e não com seus desenvolvedores; Heroes Never Die escreveu sobre a crença de Kaplan de que, se a comunidade pensava que o meta de Overwatch estava quebrado, então na verdade estava e vice-versa.

## Jogos

### Série Overwatch
O jogo original de Overwatch foi lançado pela Blizzard em 24 de maio de 2016, para plataformas Microsoft Windows, bem como plataformas de console de oitava geração Xbox One e PlayStation 4. Uma versão do jogo desenvolvida pela Iron Galaxy para o Nintendo Switch foi lançada posteriormente em 15 de outubro de 2019. A Blizzard desligou os servidores do jogo em 3 de outubro de 2022.
A Blizzard lançou Overwatch 2 via acesso antecipado em 4 de outubro de 2022. O jogo foi feito para jogar gratuitamente no Microsoft Windows, Xbox Series X/S e PlayStation 5, e empregou jogo multiplataforma completo. Em março de 2025, havia 42 personagens jogáveis em Overwatch 2, com a Blizzard anunciando os 43.º e 44.º personagens jogáveis (Freja e Aqua) a serem lançados no final de 2025.

### Cossover com Heroes of the Storm
Até a recepção calorosa do beta de Overwatch, a Blizzard não tinha certeza de representar os personagens de Overwatch em Heroes of the Storm, seu videogame crossover multiplayer battle online arena (MOBA). Cerca de um mês antes do lançamento de Overwatch, a Blizzard adicionou Tracer ao MOBA; A PC Gamer chamou a adição de Tracer ao jogo de "uma jogada de marketing [para Overwatch], com certeza". Posteriormente, outros personagens e elementos do mapa de Overwatch foram incorporados aos Heróis. Quando o jogo fez a transição para um modo de manutenção em julho de 2022, um total de nove personagens se tornaram jogáveis em Heroes of the Storm, enquanto campos de batalha baseados nos mapas de Overwatch Hanamura e Volskaya Industries também foram incluídos. Várias skins temáticas de Overwatch foram introduzidas para o evento "cosplay de Overwatch" de Heroes of the Storm em maio de 2021.

## Esportes
Embora não tenha sido originalmente desenvolvido com o suporte de esports em mente, Overwatch veria uma cena considerável de esports se sustentar em torno da franquia logo após o lançamento de seu primeiro jogo. De acordo com Kaplan, embora a Blizzard tenha tido sucesso em se comprometer com os esportes eletrônicos durante o desenvolvimento de Starcraft II, eles descobriram que "é perigoso estar excessivamente comprometido com os esportes eletrônicos muito cedo na vida útil do jogo". Para evitar sacrificar a acessibilidade como fizeram com Starcraft II, a Blizzard optou por avaliar como a comunidade de Overwatch se desenvolveria em torno dos esports ao longo do tempo, como fizeram com Hearthstone. Isso incluiu a introdução do modo competitivo do jogo alguns meses após o lançamento do jogo, depois de ver como os jogadores se adaptaram a Overwatch; A Blizzard viu a abordagem de escada que eles usaram como um meio para jogadores habilidosos alcançarem altos escalões para serem notados pelos organizadores de equipes de esports. A ESPN e o Gamasutra escreveram que o jogo tinha uma base favorável para ter sucesso como um título de esports, citando a diferença suficiente do jogo em relação aos jogos de esports estabelecidos, sua variedade de mapas e personagens e forte apoio de seu desenvolvedor, bem como sua velocidade e tempos de partida curtos.

As primeiras competições organizadas e premiadas de Overwatch começaram em meados de 2016, alguns meses após o lançamento. A ESL, organizadora de esports, realizou a primeira competição internacional de Overwatch em agosto de 2016, apelidada de Overwatch Atlantic Showdown. A competição usou quatro eliminatórias abertas a partir de junho, seguidas por eliminatórias regionais e, em seguida, uma eliminatória final online. Oito equipes competiram por um prêmio de seis dígitos nas finais a serem realizadas na Gamescom 2016 de 20 a 21 de agosto. A ELeague da Turner Broadcasting anunciou o primeiro torneio Overwatch Open, começando em julho de 2016, com uma premiação total de US$ 300.000, com planos de transmitir as finais no canal a cabo TBS da Turner em setembro de 2016.

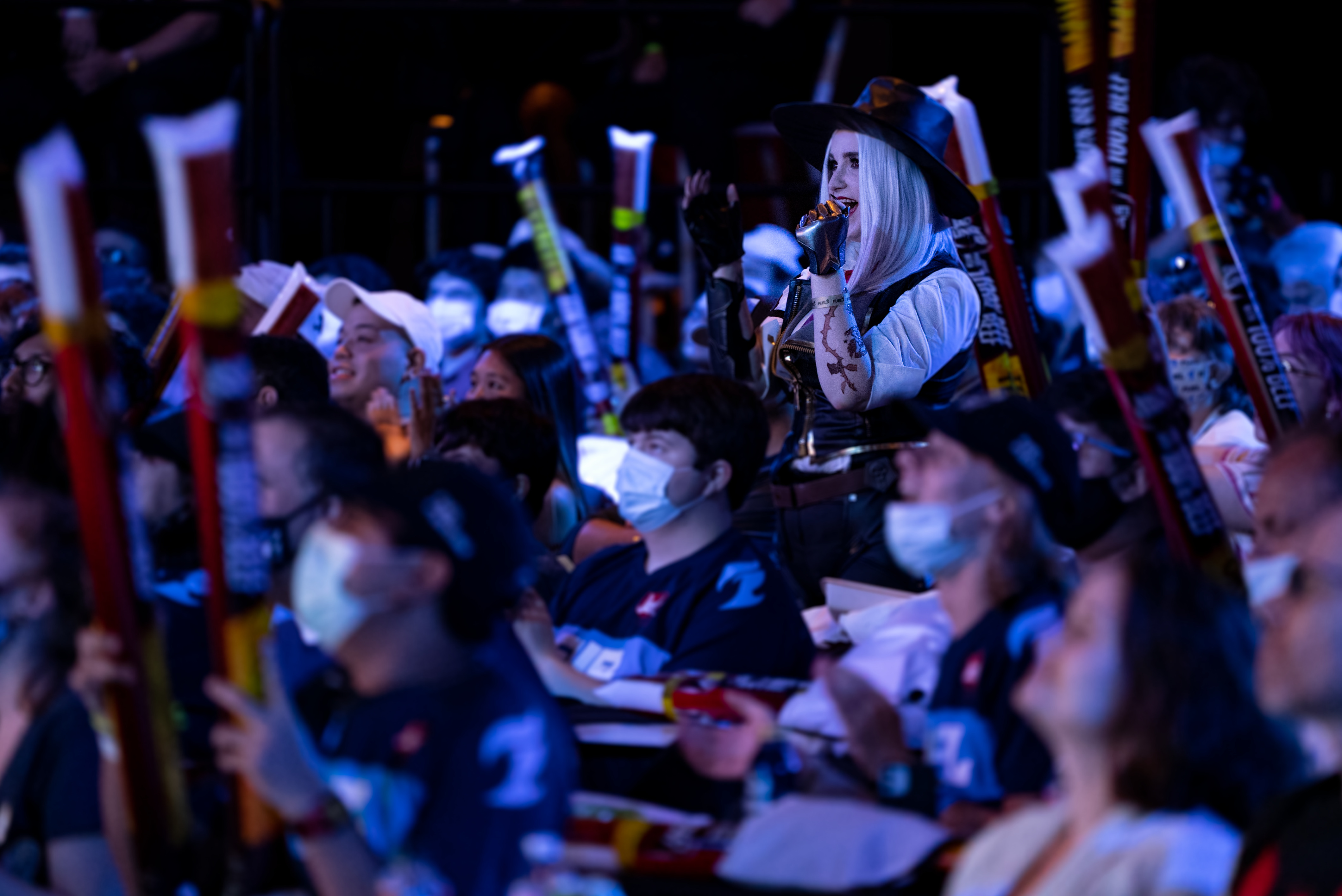
Fãs assistindo á luta "Battle for Texas" entre Dallas Fuel e Houston Outlaws na OWL.

Overwatch alcançou um alto nível de popularidade como esport na Coreia do Sul, com o primeiro jogo superando League of Legends e superando os cafés de jogos do país em termos de contagem de jogadores. O jogo também influenciou a criação de um torneio de esports na região, sob a marca "APEX", que funcionou até janeiro de 2018.
A Blizzard anunciou seu próprio torneio oficial da Overwatch World Cup (OWWC) em agosto de 2016. O primeiro OWWC anual seria disputado no final de novembro na BlizzCon 2016, a Blizzard também anunciou a formação de sua Overwatch League (OWL).
A OWL emprestou vários elementos de ligas esportivas tradicionais como a National Football League (NFL) incluindo uma liga de desenvolvimento chamada Overwatch Contenders (OWC). A OWL também implementou equipes permanentes organizadas em colocações na liga, em vez do uso de promoção e rebaixamento. A OWL garantiu proprietários de equipes esportivas bilionárias para se tornarem proprietários de equipes da OWL e estabeleceu 12 franquias em todo o mundo até setembro de 2017, com planos de expandir ainda mais nas temporadas posteriores, que seriam 20 em seu pico. Os jogadores contratados nessas franquias tinham garantia de um salário mínimo, benefícios e participação nos lucros. Os jogos de pré-temporada para a temporada inaugural da OWL aconteceram em dezembro de 2017. O primeiro jogo da temporada regular da OWL foi disputado entre o Los Angeles Valiant e o San Francisco Shock para uma multidão esgotada na Blizzard Arena em janeiro de 2018. Para apoiar a audiência de suas competições profissionais, a Blizzard lançou um aplicativo complementar de Overwatch em novembro de 2018, que permitia aos espectadores assistir às partidas por meio do modo espectador. No entanto, em 2023, a Overwatch League entraria em colapso devido em parte à pandemia do COVID-19 e falta de interesse dos proprietários.
O OWL seria substituído em 2024 pelo Overwatch Champions Series (OWCS), uma parceria entre Activision-Blizzard, ESL e WDG Esports que se assemelhava mais aos circuitos tradicionais de esports. O OWCS será composto por 3 regiões, com a América do Norte e a EMEA sendo cada uma grande região, com torneios com qualificação aberta no estilo suíço, seguida por uma fase de grupos e fase eliminatória de eliminação dupla duas vezes por divisão. A Ásia, por sua vez, será dividida em sub-regiões da Coreia, Japão e Pacífico, com as melhores equipes dessas sub-regiões se classificando para o Campeonato Asiático do OWCS para cada divisão. As melhores equipes dessas regiões se classificarão para dois eventos internacionais, o OWCS Major na primavera para a divisão 1 e as finais da temporada do OWCS no outono para a divisão 2.

## Outras mídias
Overwatch foi desenvolvido para não ter uma história tradicional ou modo de campanha e, em vez disso, a Blizzard transmitiu elementos narrativos por meio de um método de narrativa transmídia. Embora as falas e os elementos do mapa em Overwatch revelem parte da história de seu universo, a maior parte da história em torno de seus personagens é contada por meio de curtas-metragens de animação e mídia literária. Biografias de personagens e notícias falsas contendo trechos de histórias também foram publicadas no site da Blizzard. Chu observou que o método de narrativa da Blizzard com Overwatch demonstrou uma filosofia de "jogabilidade em primeiro lugar".

### Projetos de animação

Personagens do Overwatch como aparecem no trailer cinematográfico de Zero Hour (2019)

Como parte do anúncio do jogo original, a Blizzard lançou um "trailer cinematográfico" animado para Overwatch em 7 de novembro de 2014. Eles repetiriam isso para anunciar Overwatch 2, lançando o trailer cinematográfico Zero Hour em 2019.
A Blizzard também lançou curtas-metragens animados para ajudar a dar corpo à "verdadeira essência" da história de Overwatch. Esses curtas empregavam animação 3D gerada por computador, e recebeu elogios de jornalistas de videogame, com alguns comparando sua qualidade à de obras da Disney e Pixar. que Recall, o primeiro desses curtas, foi lançado em 21 de março de 2016. Foi centrado no ataque de Reaper a Winston em Gibraltar e na retirada de Winston dos antigos agentes da Overwatch. A Blizzard lançou mais nove curtas em 2018; Reunion foi o último desses curtas até o lançamento de The Wastelander em 2022.
além de curtas-metragens, a Blizzard também lançou vídeos de "história de origem" para Soldier: 76 e cada personagem adicionado à lista jogável de Overwatch após o lançamento. Uma história de origem para King's Row Uprising, um tie-in para um evento no jogo também foi lançado. Esses vídeos de história de origem são projetados para fornecer aos jogadores o histórico de novos personagens. As histórias de origem são animadas no estilo de quadrinhos em movimento e são mais curtas do que os curtas-metragens animados em 3D da Blizzard.
Uma série animada baseada em Overwatch estava em desenvolvimento depois que a Netflix adquiriu a propriedade da Blizzard no início de 2020, mas fracassou no final daquele ano depois que a Blizzard processou a Netflix pela "caça furtiva" do diretor financeiro (CFO) da Blizzard, Spencer Neumann.

### Quadrinhos
De 2016 a 2018, a Blizzard publicou Overwatch, uma série de quadrinhos de 16 edições, começando com "Trainhopper". Algumas edições, como "Uprising", serviram como ligações para eventos do jogo. Versões em quadrinhos em movimento da série também foram lançadas, produzidas pela Madefire Studios. Esses quadrinhos animados incluíam efeitos sonoros e música oficial apresentada no jogo. Originalmente uma série de quadrinhos digitais, a Blizzard fez uma parceria com a Dark Horse Comics para publicar uma antologia de capa dura em 2017, que reuniu as 12 edições da série lançadas até aquele momento. Uma edição expandida da antologia foi lançada em dezembro de 2021.
De 2020 a 2021, a Blizzard e a Dark Horse publicaram Tracer - London Calling, uma série limitada de cinco edições. Escrito por Mariko Tamaki e ilustrado por Babs Tarr, versões impressas de cada edição também foram lançadas. Rachael Cohen e Deron Bennett foram coloristas e letristas da série, respectivamente. Uma história em quadrinhos reunindo as cinco edições e apresentando arte de capa do artista Bengal foi lançada fisicamente em 28 de setembro de 2021.
Outra série limitada de cinco edições, New Blood, foi lançada de novembro de 2021 a março de 2022. Semelhante em estilo a London Calling, a série seguiu Cassidy pós-Zero Hour em sua jornada para recrutar membros para o recém-revivido Overwatch. Tanto London Calling quanto New Blood também serviram como conexões para eventos sazonais no jogo.

### Outras mídias literárias
Uma história em quadrinhos intitulada Overwatch: First Strike foi provocada pela Blizzard em 2016, mas acabou sendo descartado. Postando nos fóruns oficiais de Overwatch, Chu declarou que a Blizzard decidiu cancelar First Strike devido a mudanças consideráveis feitas na narrativa e nos personagens de Overwatch desde que First Strike foi concebido pela primeira vez. O romance seria escrito pelo escritor Micky Neilson e pelo artista Ludo Lullabi.
Pouco antes da publicação do primeiro volume de sua antologia de quadrinhos Overwatch, a Dark Horse lançou The Art of Overwatch em 24 de outubro de 2017. O livro de 100 páginas apresentou arte conceitual e ilustrações da equipe de desenvolvimento de Overwatch, acompanhadas de seus comentários.
em 2019, a blizzard lançou bastet, what you left behind, e valkyrie, três contos centrados no soldado: 76, Baptiste e Mercy, respectivamente. Outros contos, Stone by Stone e Code of Violence, centrados em Symmetra e Reaper, respectivamente, também foram lançados. Também em 2019, a Blizzard lançou um livro de receitas oficial do Overwatch. pouco antes do período de acesso antecipado para Overwatch 2, Blizzard Yōkai, que explorou elementos da história sobre kiriko. mais tarde eles lançaram ramattra: Reflections and As You Are. Este último foi lançado antes do evento Pride de 2023 do jogo e estabeleceu Pharah e Baptiste como personagens LGBTQ+.
Em 2 de junho de 2020, The Hero of Numbani, um romance para jovens adultos de Nicky Drayden foi publicado. A história, funcionando como uma novelização solta da história de origem de Orisa, segue Efi Ofadele, uma inventora de 11 anos. Ofadele cria Orisa para ajudar a proteger o país fictício de Numbani. Um segundo romance para jovens adultos de Overwatch, desta vez escrito por Lyndsay Ely, foi lançado em 1.º de junho de 2021. O romance, intitulado Deadlock Rebels, é centrado em Cassidy e Ashe durante a adolescência.

### Mercadoria
A popularidade de Overwatch levou várias empresas a lançar linhas de mercadorias com seus personagens. A Funko produziu várias estatuetas como parte de seu "Pop!" linha. Tracer é destaque nas mercadorias da Good Smile Company, com a empresa distribuindo as estatuetas Nendoroid e Figma do personagem. Good Smile também apresentou outros personagens de Overwatch em suas falas. A Lego também produziu um conjunto de estatuetas de Overwatch. Como parte de sua linha Rivals, a Nerf projetou armas de brinquedo estilizadas em Overwatch. A empresa-mãe da Nerf, Hasbro, lançou mais tarde um conjunto de figuras de ação com personagens de Overwatch.

### Música
Desde o início da franquia em 2016, os jogos receberam seis lançamentos de álbuns.
Discografia
- Overwatch Soundtrack (2016)
- Synaesthesia auditiva (2018)
- Overwatch: Cities and Countries (2020)
- Overwatch: Animated Shorts (2021)
- Overwatch: Heroes and Villains (2022)
- Overwatch 2: Original Game Soundtrack (2023)

## Recepção
| Jogo        | Metacritic                                             |
| ----------- | ------------------------------------------------------ |
| Overwatch   | 91/100 (PC) 90/100 (PS4) 91/100 (XONE) 73/100 (Switch) |
| Overwatch 2 | 79/100 (PC) 76/100 (PS5) 78/100 (XSXS)                 |

O Overwatch original foi amplamente aclamado por críticos e jogadores antes e depois do lançamento. Antes do lançamento, os meios de comunicação "correram para cobrir o beta [do jogo]", que atraiu mais de 9,7 milhões de jogadores.

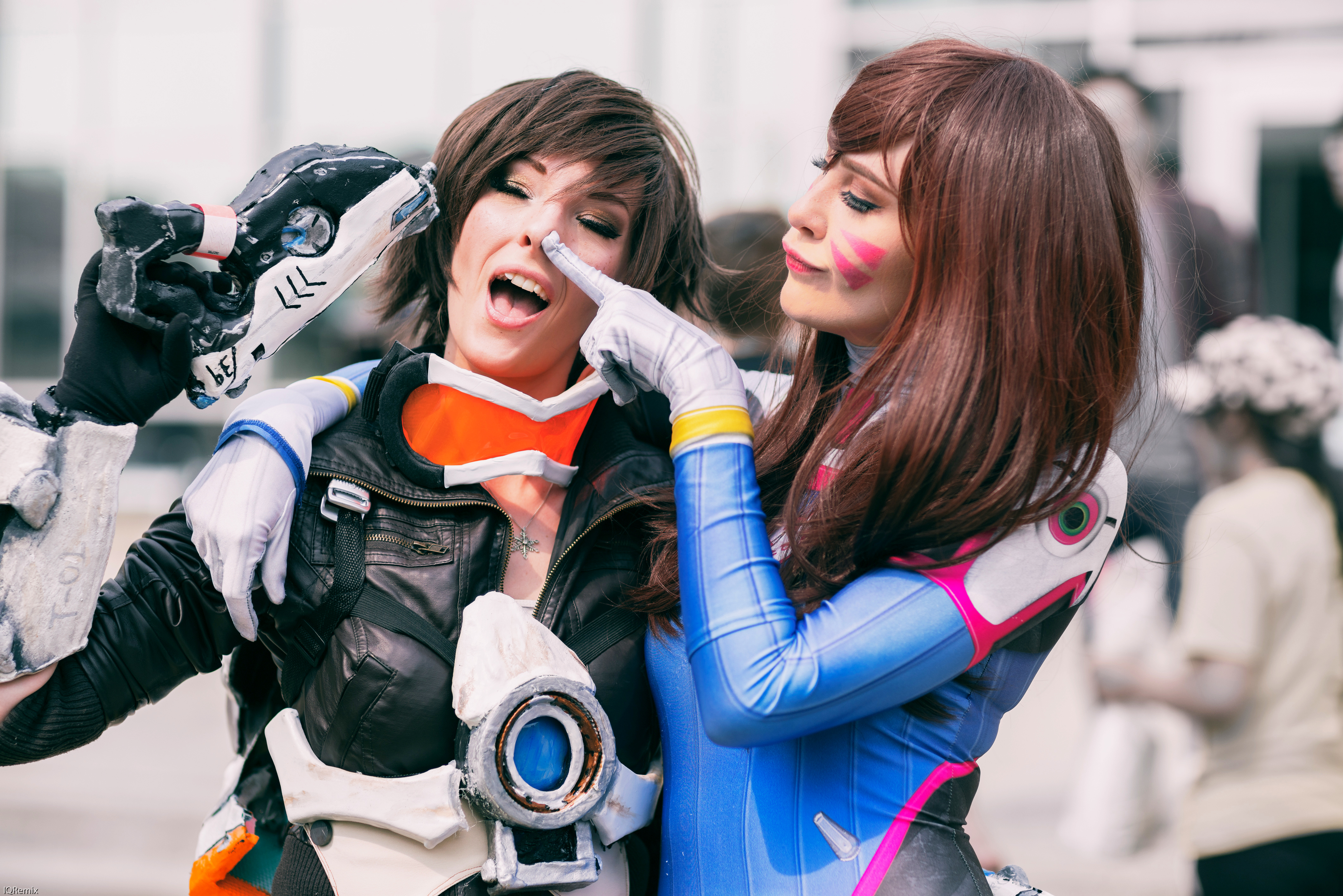
Cosplay de Tracer (esqueda) e D.Va (direita), frequentemente citados como alguns dos melhores e mais populares personagens de Overwatch, tanto no jogo quanto no exterior.

As versões do jogo para PC, PS4 e Xbox One receberam "aclamação universal", de acordo com o agregador de críticas Metacritic; Todas essas versões possuem um "metascore" de 90/100 ou superior no agregador. A versão Nintendo Switch de Overwatch, no entanto, recebeu "críticas mistas ou médias" com um metascore de 73/100 no agregador. Desde o seu lançamento, Overwatch foi listado por vários meios de comunicação como um dos melhores jogos eletrônicos de todos os tempos, particularmente em seu gênero de tiro de heróis e entre os contemporâneos do século XXI. Votado pelos leitores, Overwatch também ficou em 29.º lugar em uma enquete da Game Informer de 2018 sobre os melhores videogames de todos os tempos. Os críticos elogiaram Overwatch por sua atmosfera multiplayer amigável e inclusiva, capaz de atrair jogadores novos e casuais, bem como jogadores mais competitivos e experientes. O mundo e os personagens coloridos e vibrantes do jogo, além da natureza lúdica e baseada em equipe de sua jogabilidade, foram citados como forças motrizes por trás da inclusão e positividade de sua base de jogadores. Embora essa ampla acessibilidade fosse um relato comum pelos revisores após o lançamento, os meios de comunicação notaram mais tarde que os jogadores ficaram mais tóxicos, principalmente no modo competitivo do jogo. Kaplan concordou com essa avaliação e liderou os esforços dos desenvolvedores para conter essa toxicidade.

O jogo também teve um sucesso comercial considerável, tornando-se o 7.º videogame mais vendido de todos os tempos. Embora nunca tenha divulgado oficialmente um número exato de cópias vendidas, a Blizzard contou um total vitalício de mais de 60 milhões de jogadores em 2021. Em 2022, a Bloomberg publicou um relatório afirmando que o jogo acabou vendendo mais de 50 milhões de cópias. Os fãs da franquia produziram uma grande quantidade de conteúdo, incluindo arte, cosplay, fan fiction, videoclipes influenciados por anime, memes da Internet e pornografia com personagens e elementos de Overwatch.

O trailer de anúncio de Overwatch, lançado em 2014, foi bombástico e bonito, e deu início a um fandom fervoroso. Os jogadores adoraram os designs brilhantes, a forte caracterização e o otimismo inerente ao cenário. O lançamento do jogo e as cinemáticas de acompanhamento apenas solidificaram essa base de fãs; As pessoas adoravam shippar personagens, imaginar suas missões e sonhar acordadas com a tradição futura. Overwatch foi tão difundido e icônico que até revolucionou a cena da Regra 34; o jogo estava em toda parte.

 –Cass Marshall, Polygon (2022)
Antes do lançamento de Overwatch 2, os fãs levantaram preocupações sobre a transição da sequência para uma dinâmica 5v5. Também anterior ao seu lançamento, a sequência atraiu preocupações da crítica e dos jogadores sobre se pareceria uma verdadeira sequência com diferenças consideráveis em relação ao seu antecessor. Os visuais do beta técnico da sequência foram criticados por serem muito semelhantes aos do jogo original. Uma percepção de falta de atenção aos jogadores de suporte também foi observada durante o beta do jogo. Em resposta, a Blizzard se esforçou para tornar o papel de suporte mais atraente de se desempenhar. Logo após o período beta da sequência e apenas algumas semanas antes do lançamento do jogo em acesso antecipado, Kiriko foi apresentada à lista jogável do jogo como a primeira heroína de suporte anunciada em mais de três anos.
Embora o jogo original tenha sido recebido positivamente, elementos de sua mídia relacionada receberam algumas críticas. Escrevendo para a Polygon em 2022, Cass Marshall escreveu que "a tradição de Overwatch está em estase há tanto tempo, e seu fandom está tão disposto a fazer uma refeição com as migalhas espalhadas ao longo dos anos, que eu sinto que a versão dos fãs do elenco é mais concreta do que o cânone real." Natalie Clayton, escrevendo para a PC Gamer, também opinou que "Overwatch só se sentiu mais estagnado com o passar dos anos", como resultado da narrativa da série ser "quase uniformemente histórias de fundo, desenvolvimentos acontecendo com segurança no passado". Clayton acrescentou que "os relacionamentos nunca se desenvolveram ou mudaram. Os personagens nunca cresceram, e o estado do mundo em geral foi deixado como um desconhecido estático. Marshall citou essa falta de progressão significativa na história de Overwatch, bem como as atualizações inconsistentes da Blizzard, principalmente de 2018 a 2022, como um fator por trás do declínio da popularidade do jogo. Valorant, Rainbow Six Siege e Apex Legends foram citados como ganhando popularidade entre os jogadores existentes de Overwatch. Os desenvolvimentos na mídia de Overwatch também afetaram os padrões dos jogadores no jogo; depois que Soldier: 76 foi canonicamente revelado como gay em uma história em quadrinhos, sua taxa de escolha entre os jogadores caiu drasticamente.  No entanto, a taxa de escolha voltou aos níveis anteriores após cerca de três meses.
Overwatch 2 foi recebido com recepção positiva dos críticos, embora menos do que seu antecessor; a versão para PC do jogo possui um metascore de 79/100 no agregador de análises Metacritic. Todas as versões indicam "críticas geralmente favoráveis. Alguns críticos reafirmaram o status questionável do jogo como uma verdadeira sequência, comparando o jogo a mais um remix ou atualização. Os jogadores tiveram uma recepção mais morna à sequência após seu lançamento, com críticas direcionadas ao seu recurso de passe de batalha e seu sistema "SMS Protect" anteriormente exigido. As alterações feitas nas biografias de personagens online após o lançamento de Overwatch 2 receberam críticas dos fãs.
Em 10 de agosto de 2023, Overwatch 2 foi lançado no Steam, obtendo uma classificação "extremamente negativa" na plataforma da Valve, que é a classificação mais baixa que qualquer videogame pode obter. Wesley Yin-Poole, da IGN, afirmou que "a maioria das críticas negativas se concentra em uma coisa: monetização", detalhando que a Blizzard recebeu críticas consideráveis da base de jogadores de Overwatch quando Overwatch 2 foi lançado no final de 2022, devido à atualização automática de seu antecessor em uma sequência free-to-play e "tornando o Overwatch original impossível de jogar". Yin-Poole acrescentou que "a reação gira em torno da natureza free-to-play de Overwatch 2, com heróis no passe de batalha, o próprio passe de batalha e a nova abordagem da Blizzard aos cosméticos, todos destacados como mudanças negativas em relação ao Overwatch original".